# NGC 1309
NGC 1309 est une galaxie spirale située dans la constellation de l'Éridan à une distance d'environ 29,26 ± 2,06 Mpc (∼95,4 millions d'al). C'est une galaxie émettrice de radiaiton infrarouge et elle possède trois galaxies satellites, mais les deux galaxies que l'on voit sur l'image captée par le télescope spatial Hubble sont des galaxies très lointaines et non des galaxies satellites. NGC 1309 a été découverte par l'astronome germano-britannique William Herschel en 1786. Deux supernovas ont été déccouvertes dans cette galaxie qui fait partie d'un trio de galaxies, le groupe de NGC 1309.

## Caractéristiques
La classe de luminosité de NGC 1309 est II-III et elle présente une large raie HI. Elle renferme également des régions d'hydrogène ionisé.  Sa plus grande dimension est d'environ 66,7 kal, soit à peu près les deux tiers de celle de la Voie lactée. 

### Distance
Sa vitesse par rapport au fond diffus cosmologique est de 1 984 ± 11 km/s, ce qui correspond à une distance de Hubble de 29,3 ± 2,1 Mpc (∼95,6 millions d'al).
À ce jour, deux douzaines de mesures non basées sur le décalage vers le rouge (redshift) donnent une distance de 28,129 ± 4,554 Mpc (∼91,7 millions d'al), ce qui est à l'intérieur des valeurs de la distance de Hubble.

### Luminosité dans l'infrarouge
La luminosité de NGC 1309 dans l'infrarouge lointain (de 40 à 400 µm)  est égale à 1,41 × 1010 {\displaystyle L_{\odot }} (1010,15{\displaystyle L_{\odot }}) et sa luminosité totale dans l'infrarouge (de 8 à 1 000 µm) est de 1,74 × 1010 {\displaystyle L_{\odot }} (1010,24{\displaystyle L_{\odot }}).

## galaxies satellites
Le relevé astronomique SAGA destiné à la recherche de galaxies satellites en orbite autour d'une autre galaxie a permis de confirmer la présence de trois galaxies satellites pour NGC 1309.

## Morphologie
Sa classification est SA(s)bc? ce qui signifie que ses bras sont moyennement enroulés et qu'elle n'a pas d'anneau.
Eskridge, Frogel et Pogge ont publié un article en 2002 décrivant la morphologie de 205 galaxies spirales ou lenticulaires rapprochées. Les observations ont été réalisées dans la bande H de l'infrarouge et dans la bande B (le bleu). Selon Eskridge et ses collègues, NGC 1309 est de type Scd dans la bande B et  SABb dans la bande H. Le bulbe de cette galaxie est petit et brillant. À des rayons plus grands, il devient elliptique. Il n'y a pas d'indication d'une barre. NGC 1309 présente un motif spiralé cotonneux à plusieurs bras. Les bras sont noueux et très inégaux. Les bras les plus proéminents sont au nord-est et au sud-ouest. Le bras le plus visible semble continuer vers le sud sur le côté sud-est de la galaxie. Les types optiques de NGC 1309 sont SA(s)bc (RC3), Sc(s)II (CAG, Sandage et Bedke, Carnegie Atlas of Galaxies) et Scd (OSUB). Le type un peu plus précoce dans le proche infrarouge est dû au bulbe plus proéminent dans la bande H par rapport à l'optique. 

### La photographie prise par le télescope spatial Hubble

NGC 1309 par Hubble

Cette image de NGC 1309 est une composition réalisée avec des clichés pris par le télescope spatial Hubble durant les mois de septembre et d'aout 2005. Les photos ont été prises avec trois filtres : un filtre de 435 nm dans le violet, de 555 nm dans le vert et un filtre de 814 nm dans l'infrarouge. Cette image couvre une région du ciel d'environ 2,9 minutes d'arc, ce qui équivaut, à la distance de cette galaxie, à environ 82 milles années-lumière. Cette image de NGC 1309 montre plusieurs régions de jeunes étoiles bleues dans les bras de la galaxie et un noyau jaunâtre peuplé d'étoiles plus vieilles.
Les deux petites galaxies visibles sur l'image sont APMUKS(BJ) B031942.28-153514.7 en bas à droite et APMUKS(BJ) B031950.54-153357.5 en haut à gauche. Ce sont de lointaines galaxies qui ne sont pas des satellites de NGC 1039.

## Supernovas dans NGC 1309
Deux supernovas ont été observées dans cette galaxie en 2002 et en 2012. 

### SN 2002fk
Cette supernova a été découverte presque simultanément par l'astronome japonais Reiki Kushida et par Jun-jie Wang et Yu-Lei Qiu de l'observatoire chinois de Beijing le 17 septembre 2002. Cette supernova était de type Ia.

### SN 2012Z

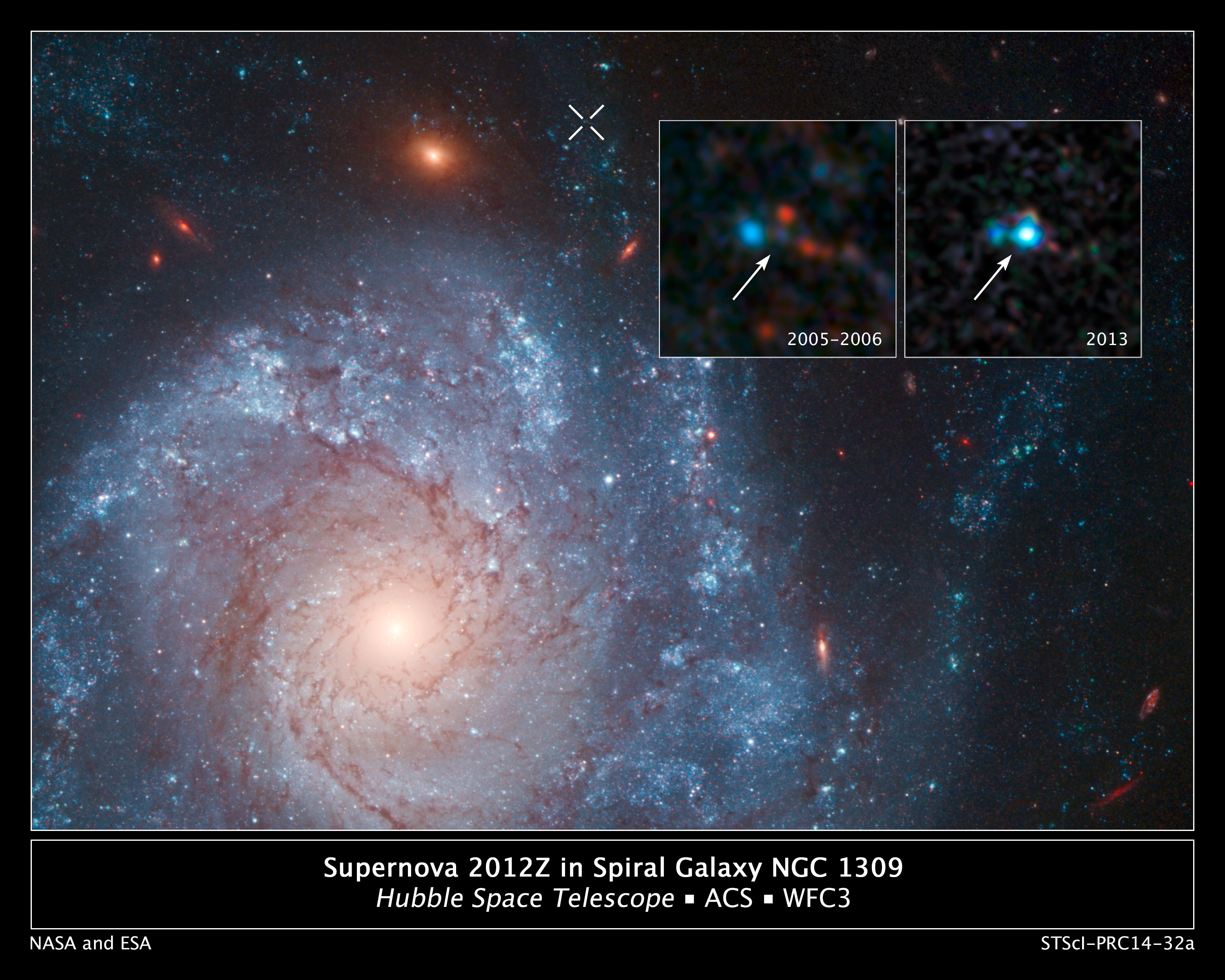
La découverte du progéniteur de SN 2012Z

Cette supernova a été découverte le 29 janvier 2012 par S.B. Cenko, W. Li et A.V. Filippenko à l'aide du l'imageur automatisé Katzman (KAIT (en)) de l'observatoire Lick. Des scientifiques ont depuis émis l'hypothèse que cette supernova est du rare type Iax. La découverte du progéniteur de la supernova a été faite sur une photographie de NGC 1309 prises par Hubble en 2006. En comparant l'image de 2006 à une autre image prise par Hubble en 2013, le Dr Saurabh Jha et ses collègues ont découvert à leur grande surprise une étoile à la position de la supernova,. Il faut savoir que les modèles actuelles prédisent qu'une supernova thermonucléaire ou supernova de type Ia consiste en l'explosion intégrale d'une naine blanche, d'où l'étonnement des scientifiques. Une supernova de type Iax laisserait donc un cadavre d'étoile, cadavre auquel on a donné le nom d'étoile zombie (en).

## Groupe de NGC 1309
NGC 1309 est le membre la plus brillant d'un trio de galaxies qui porte son nom. Les deux autres galaxies du groupe de NGC 1309 sont MCG -3-9-27 et MCG -3-9-41.